# إرلانج (وحدة)
إرلانج (بالإنجليزية: Erlang)‏، (ويرمز لها: E) هي وحدة قياس كمية لا بعدية يتم استخدامها في شبكة الاتصالات الهاتفية (أو أي دائرة اتصال أو جزء منها)، لقياس قدرة الحمل المقدمة في مدة زمنية محددة معينة (غالبا ساعة من الزمن).
ويمكن استخدام النموذج التالي المبسط كمثال :لدينا 100 مستخدم للشبكة الهاتفية قام كل منهم بمكالمة هاتفية مقدارها الزمني 5 دقائق خلال ساعة زمنية واحدة فما هو مقدار ال Erlang لهذه الشبكة ؟
Erlang = (عدد المكالمات X المعدل الزمني للمكالمات بالدقائق) \ 60 دقيقة 
```
   = 100 * 5 \ 60 
   =8.33
```